# ジェイアールバス関東伊那支店

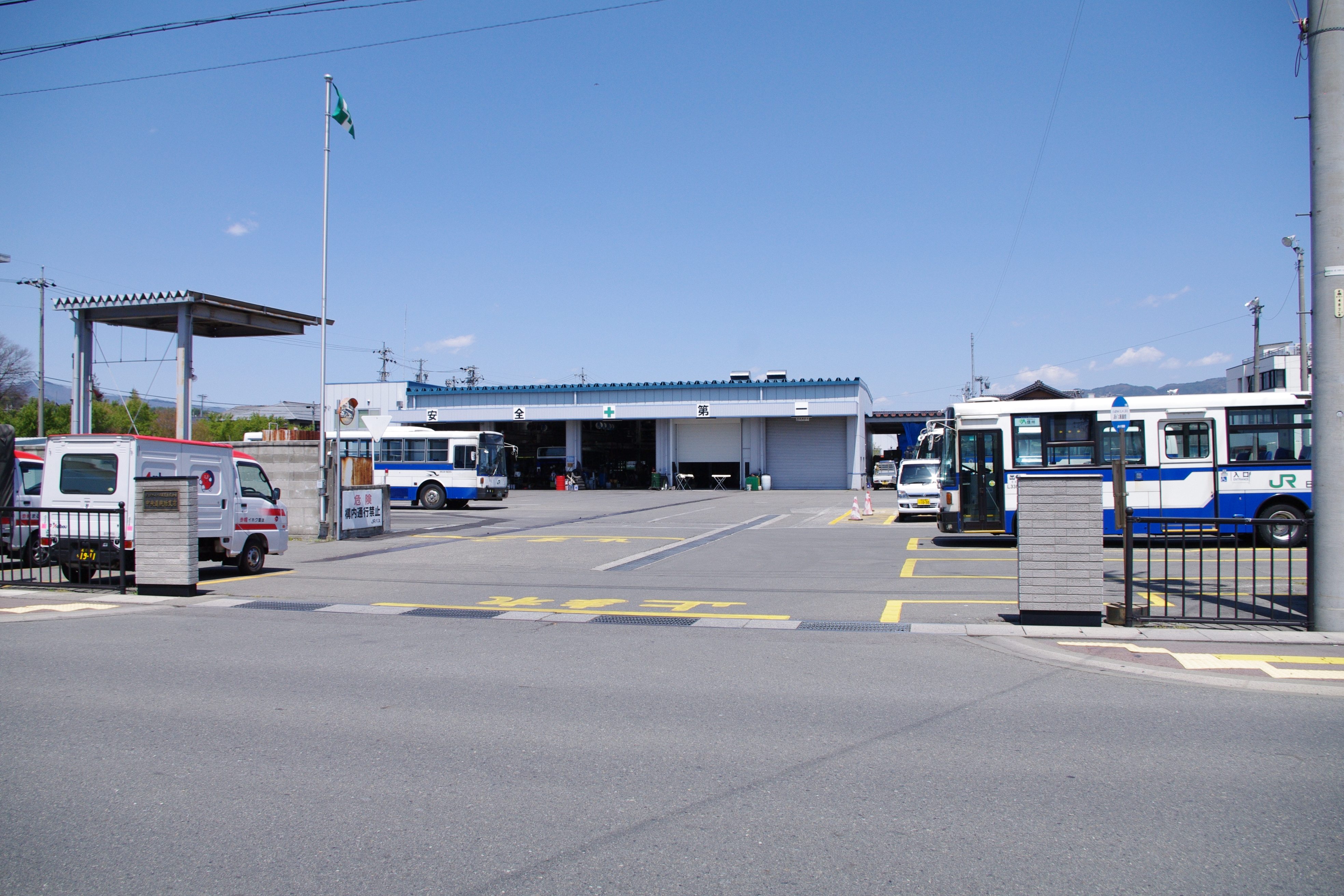
中央道支店(旧伊那支店)

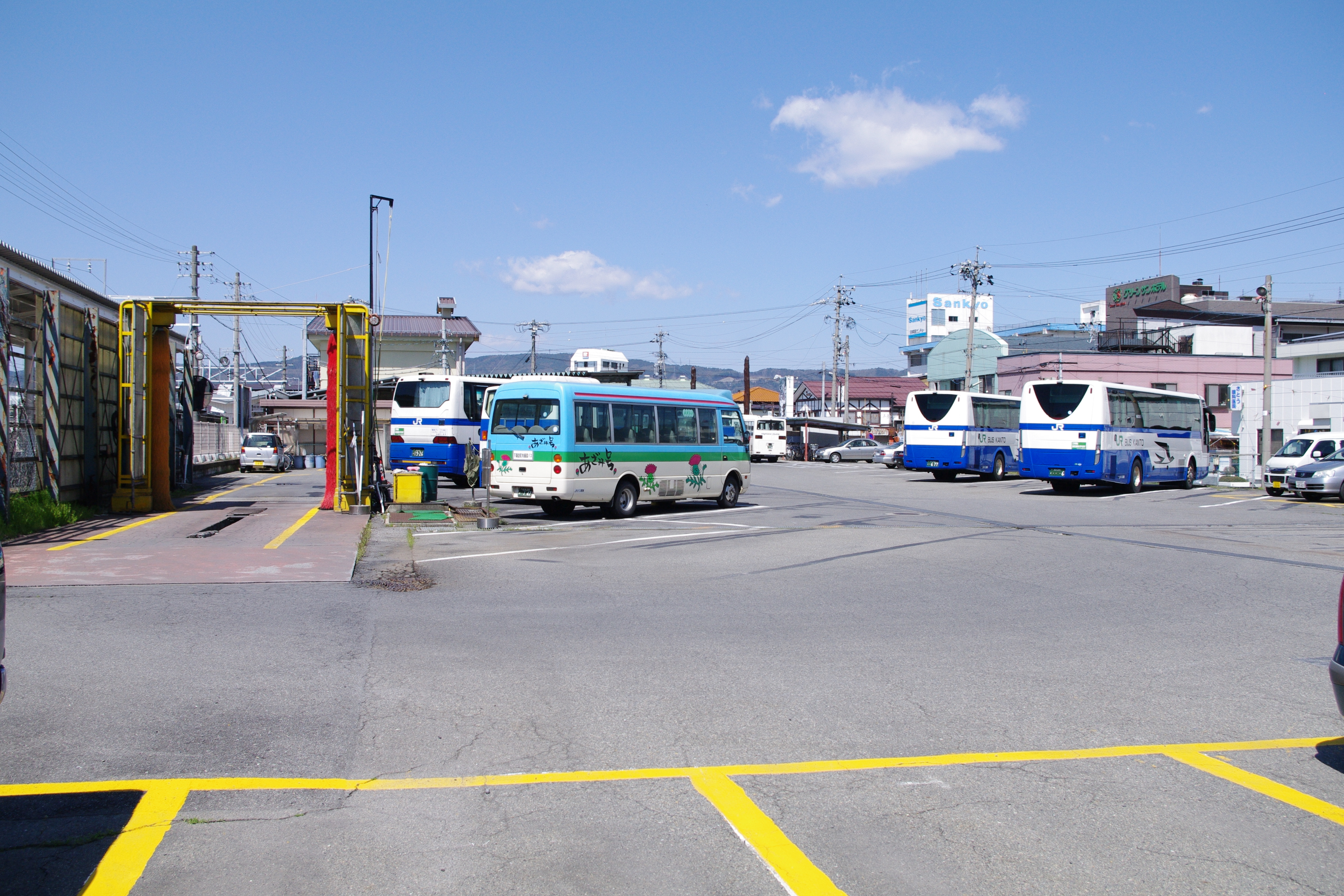
諏訪営業所(旧下諏訪支店)

ジェイアールバス関東伊那支店（ジェイアールバスかんとういなしてん）は、長野県伊那市にあるジェイアールバス関東の営業所。
所在地は、長野県伊那市山寺1765。JR東海飯田線伊那北駅の近くにある。所属車両のナンバーは松本ナンバー。

## 概要
もともと建設計画が頓挫してしまった高遠電気軌道の代替として高遠線の運行を開始したのが始まりである。地域利用主体ながら、同時に長谷村（現在は伊那市に合併）などへの路線も開設され、支線区の廃止などはあるものの、伊那市 - 高遠町（現在は伊那市に合併）を結ぶ路線として利用されていた。春先の桜シーズン（「高遠さくら祭り」開催期間中）は臨時便の運行に必要な車両、乗務員が他支店から一時的に充当される。それ以外のシーズンは利用者が減少しており運行本数が減少し、車両も中型車がメインとなっている。伊那市などからのコミュニティバスの運行委託は路線数が増加している。
伊那支店は「南アルプス号」のほか中央道経由の高速バス運行に関わるようになり、乗務員基地としての役目を果たすようになっていた。近接した下諏訪支店と高速バスに関して同様の役目を果たしていること、また下諏訪支店の一般路線も少なくなっていたことから、この2支店が統合されることになり、2004年7月に中央道統括支店として再出発することになった（2010年、中央道支店に改名）。旧下諏訪支店エリアの路線が持っていた「鉄道線の培養」という使命は半ば失われてしまったものの、旧伊那支店の路線の「鉄道線の代行」という使命は失われていない。
中央道経由の高速バスの乗務員交代は小黒川PA（以前は駒ケ岳パーキングエリア）で行なわれており、支店との往復は連絡車を使用していた。名古屋便、福井便は両側とも中央道支店で乗務していた。長野県内 - 京阪神系統は小黒川以西を西日本ジェイアールバスが乗務する形で運行を分担している。東京 - 京阪神系統の中央道経由便は東名・新東名経由への変更で中央道経由は徐々に減少し、2021年10月28日改正で廃止された。伊那支店には高速バスの配置はなく、JRバス関東の担当便では東京支店車両を使用する。また、乗務員は東京到着後、新宿 - TDR線や東京 - 成田空港線などに乗務するネットワーク行路もある。
支店内にある車両整備工場では、自社内で唯一の車両塗装設備も備え、各支店の車両の塗装変更や車内のリニューアル、シートの変更、エンジン等重要部品のオーバーホールなども施工している。対応能力は年間24台程度。車両整備設備を持たない諏訪支店の車両の重整備、車検整備も当工場で実施している。
JR気仙沼線BRTの開業時の車両や、プレミアムドリーム号、プレミアムエコドリーム号、ドリームルリエ号などへの既存車を種車とした改造も当工場で施行した。中古購入車両の塗装や仕様の変更なども当工場で施工しており、構内に施工前後の車両がしばしば見受けられる。例年、高遠さくら祭り前に施工が完了した中古購入の一般路線車などを一旦、中央道支店の所属としてナンバー登録し、高遠さくら祭り輸送に使用し、同輸送終了後に本来の所属先へ異動させる動きがある。
2018年度には、国土交通省が実施する道の駅南アルプスむら長谷を拠点とした自動運転サービス実証実験に、乗合バス運行事業者として参加した。
2019年度には令和元年東日本台風（台風19号）の影響による豪雨のため、伊那市道の一部で路肩崩落等の被害が発生し、復旧の見通しが立たず「南アルプスジオライナー」や「パノラマライナー」はシーズン途中で運行を終了した。
2020年度には高遠城址さくら祭りが新型コロナウイルスの感染拡大を回避するため中止となった。これに伴って茅野駅 - 高遠駅や花見循環バス、駐車場シャトルバスなどの運行が中止となった。さらに「南アルプスジオライナー」や「パノラマライナー」も運行中止となっている。
2019年6月27日時点で、本支店の職員数は54人（うち女性3人）である。2020年4月1日現在、11台（一般路線車10台、貸切車1台）が配置されている（伊那市（高遠・長谷地区）の委託車両は除く）。
2021年4月1日より、長谷循環バスの土休日や平日の一部の運行を「ぐるっとタクシー」に切り替え、本支店でも新たに同タクシーの運行に参入した。

## 沿革
- 1948年 - 伊那自動車区として開設（のちに伊那自動車営業所に改称）。
- 1987年（昭和62年）
  - 3月1日 - 中部地方自動車局から関東地方自動車局に移管。
  - 4月1日 - 国鉄民営化に伴い、東日本旅客鉄道関東自動車事業部 伊那自動車営業所となる。
- 1988年（昭和63年）4月1日 - 関東自動車事業部の分社化により、ジェイアールバス関東 伊那営業所となる。
- 1992年（平成4年）10月1日 - 支店制度導入に伴い、伊那支店（初代）に改称。
- 2001年（平成13年）
  - 4月1日 - 高速バス「南アルプス号」運行開始。
  - 11月1日 - 伊那市街地循環バス運行開始。
- 2004年（平成16年）10月1日 - 中央道統括支店に改称。下諏訪支店を当支店傘下の諏訪営業所とする。
- 2006年（平成18年）
  - 12月4日 - 伊那地域の防犯協力の一環で「こどもを守るJRバス」として運行開始[4]。
- 2008年（平成20年）4月1日 - 伊那・木曽連絡バス「ごんべえ号」試験運行開始[5][6]。
- 2009年（平成21年）
  - 3月31日 - 伊那 - 木曽連絡バス「ごんべえ号」廃止[7]。
  - 7月31日 - 高速バス「南アルプス号」廃止。
  - 10月10日 - 「新宿・高遠連絡きっぷ」発売開始[8]。
- 2010年（平成22年） - 中央道支店に名称変更。
- 2013年（平成25年）9月14日 - 路線バス「南アルプスジオライナー」（茅野駅 - 仙流荘）運行開始。
- 2016年（平成28年）7月16日 - 路線バス「パノラマライナー号」（木曽福島駅 - 伊那市駅 - 仙流荘）運行開始。
- 2017年（平成29年）
  - 4月1日 - 伊那市、南箕輪村、箕輪町の3市町村からの委託により伊那本線（赤木駅前 - 伊那市街地 - ベルシャイン伊北店前）運行開始。
  - 10月14日 - JR東日本長野総合車両センターにて開催された「JR長野鉄道フェスタ2017」で、高遠線開業70周年（2018年1月）を記念して国鉄カラーにした復刻塗装車が披露された[9]。
- 2018年（平成30年）10月1日 - 諏訪営業所が諏訪支店に昇格。
- 2019年（平成31年）4月1日 - 伊那市街地循環バス（イーナちゃんバス）の一部便の受託運行を開始。
- 2021年（令和3年）4月1日 - 高遠線の伊那市駅停留所を伊那バスターミナルに移設。伊那市長谷地区で「ぐるっとタクシー」を運行開始。
- 2021年（令和3年）10月1日 - 伊那市高遠地区での「ぐるっとタクシー」運行拡大に伴い、高遠線及び長谷循環バスの運行本数を削減。
- 2022年（令和4年）4月2日 - 高遠さくら祭りに併せてオープントップバス「めいぷるスカイ」を運行（4月11日まで）[10]
- 2022年（令和4年）4月4日 - 伊那市のモバイル市役所事業「もーば」での移動市役所となるバスの運行業務を開始[11]。
- 2023年（令和5年）7月1日 - 中央道支店から伊那支店（2代目）に改称。
- 2024年（令和6年）9月2日 - 伊那市街地循環バス「イーナちゃんバス」にてカルサン社製小型EVバス「e-JEST」の国内初となる営業運行を開始。

## 現行路線

### 高速バス
- ドリームなごや号
  - 車両は東京支店管理
- バスタ新宿 - TDR
  - 車両は東京支店管理
- エアポートバス東京・成田（銀座駅・東京駅 - 成田空港）
  - 車両は東京支店管理
- ドリーム号（東京駅 - 新城IC）
  - 車両は東京支店管理

### 一般路線バス
- 高遠線

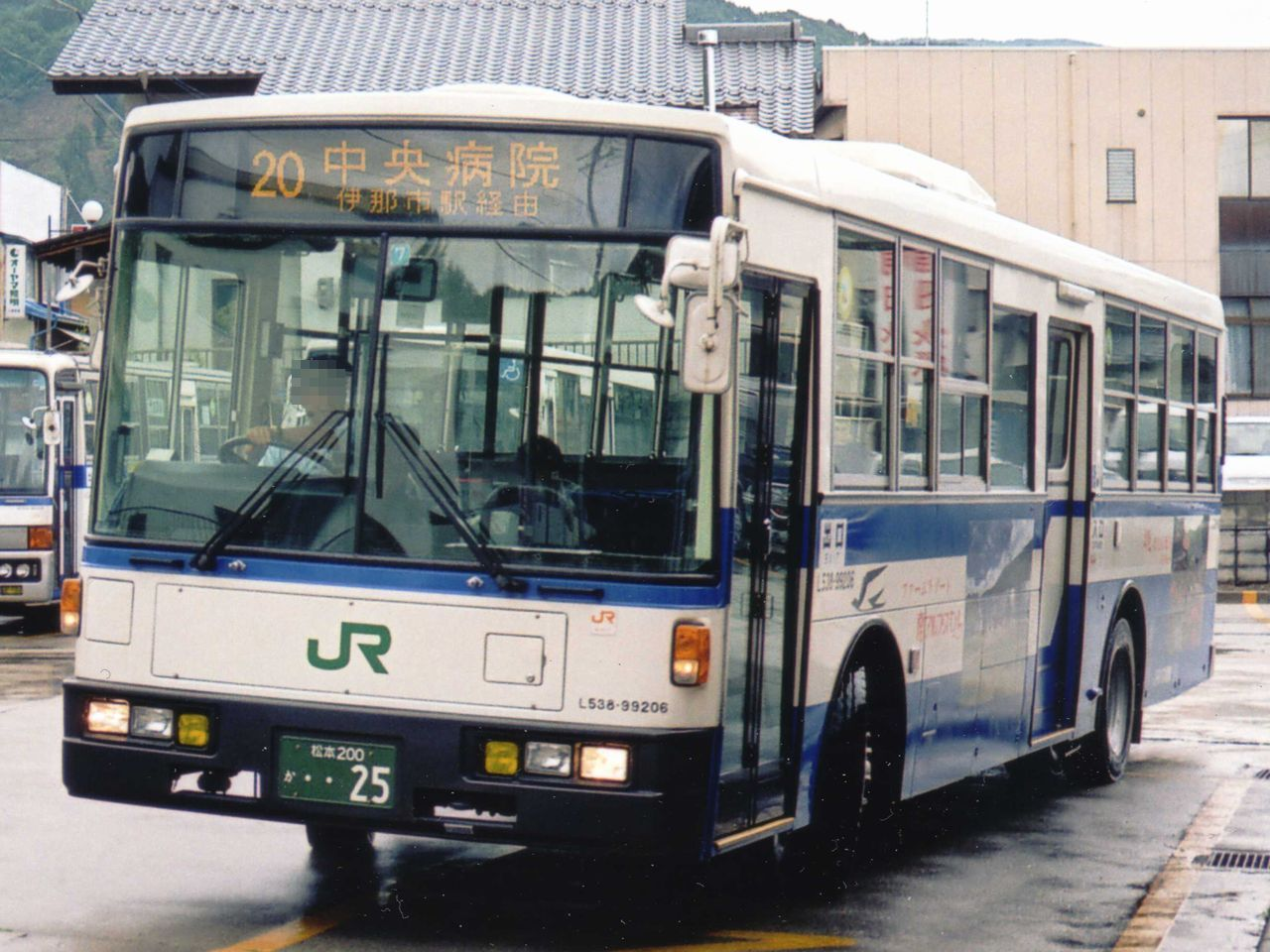
高遠線 L538-99206（高遠駅にて）
この車両は2017年10月に「国鉄カラー」に復刻塗装された。

- 高遠高校前 / 高遠さくらの湯 - 高遠駅 - （笠原経由の便あり） - 美篶（みすず） - 新子（によし） - 伊那バスターミナル - 伊那北 - JRバス車庫前/伊那中央病院 - 上伊那農業高校
  - この路線は、長野県伊那市から同市高遠町を結ぶ高遠電気軌道による鉄道計画の頓挫を受け、国鉄バスにより運行が開始されたものである。主に伊那と高遠とを結ぶ生活路線で、朝夕は一部の便が高遠高校前まで、日中はさくらの湯まで乗り入れる。
  - 一時期[いつ?]、高遠線の伊那藤沢 - 茅野駅間は、廃止対象となったことがある。仮に廃止されていた場合、伊那支店は「親会社（JR東日本）との接点がない営業所」となるところだった。その後、季節運行ながらも路線は存続されており、一時期は「南アルプス号」が免許を利用して経由していた。
  - 2001年には伊那市街地循環バス路線への乗り入れを果たしている。
  - 以前は伊那中央病院がJRバスの伊那支店（当時）前にあったが、病院の移転(2013年4月)に伴い路線延長を行った。これに伴い、従来の「伊那中央病院」バス停は「JRバス車庫前」に改称した。また、朝夕の一部便はさらに伊那中央病院を経由して上伊那農業高校まで乗り入れている。
  - 伊那北駅 - 上農高校直行バス（伊那北駅発3本、上農高校発1本）の区間運行もある。
  - 2017年3月3日をもって高遠 - 伊那市街地循環の運行は終了した。3月4日ダイヤ改正にて伊那市 - 高遠間の運行本数は平日13往復、土曜・日曜・祝日8往復となった。
  - 2021年4月1日より伊那市駅停留所を伊那バスターミナルに移設した。

- [臨時快速] 高遠駅 - 守屋登山口 - 杖突峠 - 茅野駅
  - 高遠城址さくら祭りに合わせた4月上旬の特定日のみ運行。
  - 2021年までは高遠駅 - 古屋敷間の一部停留所に停車していたが、2022年はすべて通過扱いとなった。

- （食彩館・いろは堂薬局前 - ）高遠駅 - （高遠さくらの湯） - 伊那藤沢 - 松倉 - 古屋敷 
  - 2021年10月1日改正で「ぐるっとタクシー」拡大のため、昼の1往復が廃止される。
  - 2022年3月31日まではJRバス自主運行便と伊那市地域公共交通協議会運行委託便があったが、同年4月1日以降はすべて伊那市地域公共交通協議会運行委託便（伊那市営バス藤沢線）となり、土曜・日曜・祝日の運行が廃止された。同時に運賃上限が310円となる。JRバスの回数券が利用できなくなった。
  - 古屋敷 → 高遠駅 → 伊那中央病院の直通便が平日のみ1本運行されていたが、2022年4月1日改正で廃止された。

- 戸台パーク(仙流荘) - 高遠駅 - 守屋登山口 - 杖突峠 - 茅野駅（南アルプスジオライナー）
  - 中央本線茅野駅から、南アルプス北沢峠の玄関口になっている林道バス営業所（仙流荘）を直行で結ぶ、期間限定運行の路線バス。
  - 2021年度は長谷循環バスの日中便廃止により、仙流荘へのアクセス確保のため、高遠駅 - 仙流荘間で1往復増便。

- - 2022年度は粟沢駐車場まで運行。下りは茅野駅→粟沢駐車場、上りは粟沢駐車場→高遠駅と仙流荘→茅野駅を1便ずつ運行。

- モーニングジオライナー（伊那バスターミナル - 高遠駅 - 戸台パーク(仙流荘)）※期間限定運行
  - 2023年度から運行（早朝に伊那BTを出発）

### 受託路線
- 伊那市街地循環バス（イーナちゃんバス）
  - 2019年4月1日より受託。

- 長谷循環バス（伊那市、高遠駅 - 旧長谷村域）

- 伊那本線（受託路線）

伊那市、南箕輪村、箕輪町の3市町村からの委託により、2017年4月1日より運行を開始した。伊那バスとの共同運行。
- 赤木駅前 - 沢渡駅前 - 伊那バスターミナル - 通り町 -  伊那北 - 伊那中央病院 - 神子柴 - 南箕輪村役場 - 北殿 - 箕輪営業所 - 箕輪町役場入口 - ベルシャイン伊北店前

平日9往復、土曜・日曜・祝日3往復。
運賃は区間制運賃で、区間は伊那市西春近区間、伊那市街地区間、南箕輪村区間、箕輪町区間の4つに分かれる。初乗り150円又は200円で、区間をまたぐと50円増加する。全区間乗り通すと350円。こども運賃は大人の半額で、10円未満の端数は10円単位に切り上げ。
伊那バスターミナルは、2017年5月18日から12月6日まで改築工事のため利用停止となったため、当所を発着するバスは北行きは通過、南行きは仮設停留所に停車となる。2017年12月7日より「伊那営業所」から「伊那バスターミナル」へ名称変更。

### その他の路線
- 「高遠さくら祭り」お花見循環バス（高遠駅 - 高遠城址公園 - 高遠駅）
- 「高遠さくら祭り」駐車場シャトルバス（臨時駐車場 - 城址公園北）
- 伊那市モバイル市役所「もーば」※運転業務
- もみじ湖 紅葉祭りシャトルバス（箕輪町）

## 過去の路線
- 伊那里線

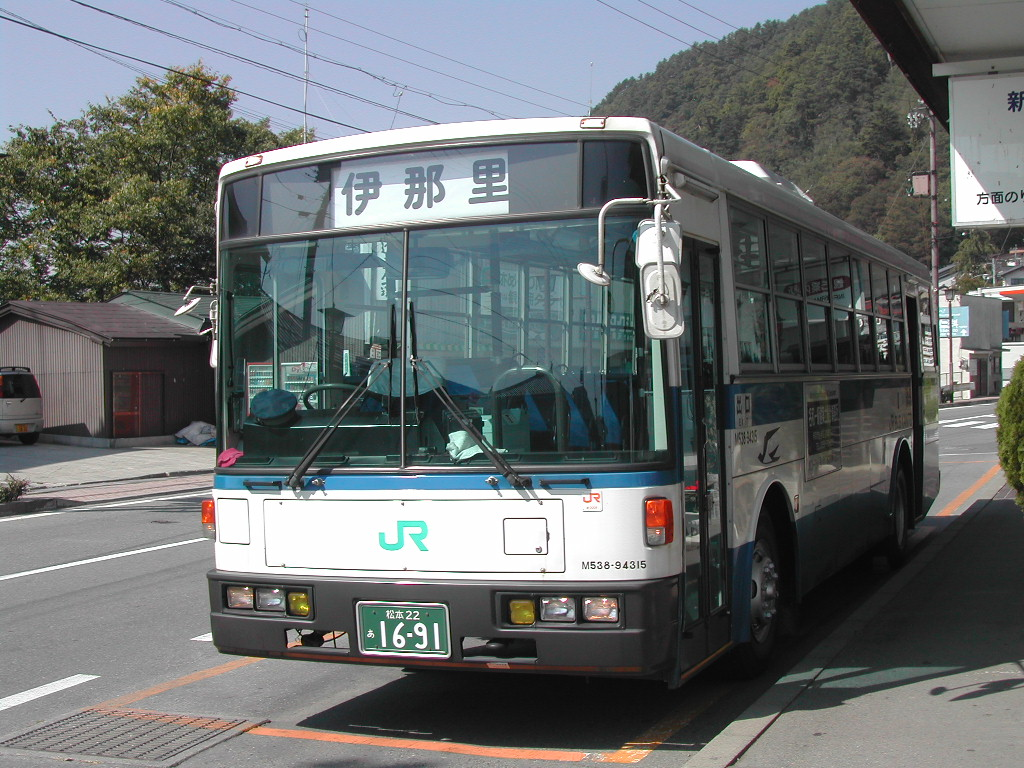
高遠駅にて　M538-94315

  - 高遠駅 - 高遠本町 - 高砂橋 - 伊那小原 - 高遠高校前 - 西勝間 - <バイパス経由>大明神 - 非持 - 伊那美和 - 黒河内 - 戸台口 - 伊那里
  - 高砂橋 - <旧道経由>大明神
  - 伊那美和 - 戸台
  - 伊那里 - 杉島

長野県伊那市高遠町から同市長谷を結ぶ路線で、高遠電気軌道による鉄道計画の頓挫を受け、国鉄バスによる高遠線と同時に開設された。主に長谷と高遠・伊那とを結ぶ生活路線で、朝夕は高遠高校前まで高遠線の伊那直通バスが乗り入れる。
現在は長谷循環バスとして運行。
- 高遠線
  - 非持 - 荊口
  - 関屋橋 - 伊那宮原
- 伊那・木曽連絡バス「ごんべえ号」
  - 伊那バス本社前 - 伊那バスターミナル - 伊那市駅 - 伊那中央病院 - 伊那インター前 - みはらしファーム - 権兵衛峠伊那口 - 神谷下村 - 日義木曽駒高原 - 福島関所 - 木曽福島駅前 - 木曽病院
- 伊那市街地循環バス（高遠 - 伊那市街地 - 高遠）
- 高速バス
  - ニュードリーム京都号（後の中央ドリーム京都号。現在廃止）

車両は東京支店管理。2004年 - 2005年の間、1往復の八ヶ岳 - 京都駅間の1号車のみを担当（定期便で唯一全区間がJRバス関東の乗務員による運行便のみ担当。また当時は現在とは異なり、乗務員交代は小黒川PAではなく八ヶ岳PAであった）。
  - 南アルプス号
  - スカイツリーシャトル（東京駅 - 東京スカイツリータウン）
  - 中央道昼特急号
  - 中央ライナー可児号・ドリーム可児号
    - 2019年6月1日よりJRバス関東運行便も東濃鉄道に運行委託

  - 中央道昼特急号・中央ドリーム号・青春中央エコドリーム号・プレミアム中央ドリーム号など（東京・新宿 - 中央道経由 - 京都・大阪）
    - 2021年10月28日改正にて廃止された。
- 道の駅「南アルプスむら長谷」を拠点とした自動運転サービス実証実験
- JR飯田線の鉄道代行バス（辰野 - 伊那新町）
  - 2021年8月13日の大雨により、JR東海・飯田線の辰野 - 宮木間の横川橋梁が損傷したため、8月23日より岡谷 - 伊那新町間でバス代行輸送を実施する。8月26日からはバス代行区間を辰野 - 伊那新町間に短縮した。伊那バスとともに飯田線運行再開の前日の11月14日まで運行した。
- 中央ライナーなごや号
  - 車両は東京支店管理
    - 2024年2月29日改正にて廃止された。
- ドリーム福井号・青春ドリーム福井号
- ドリーム信州号

## 車両

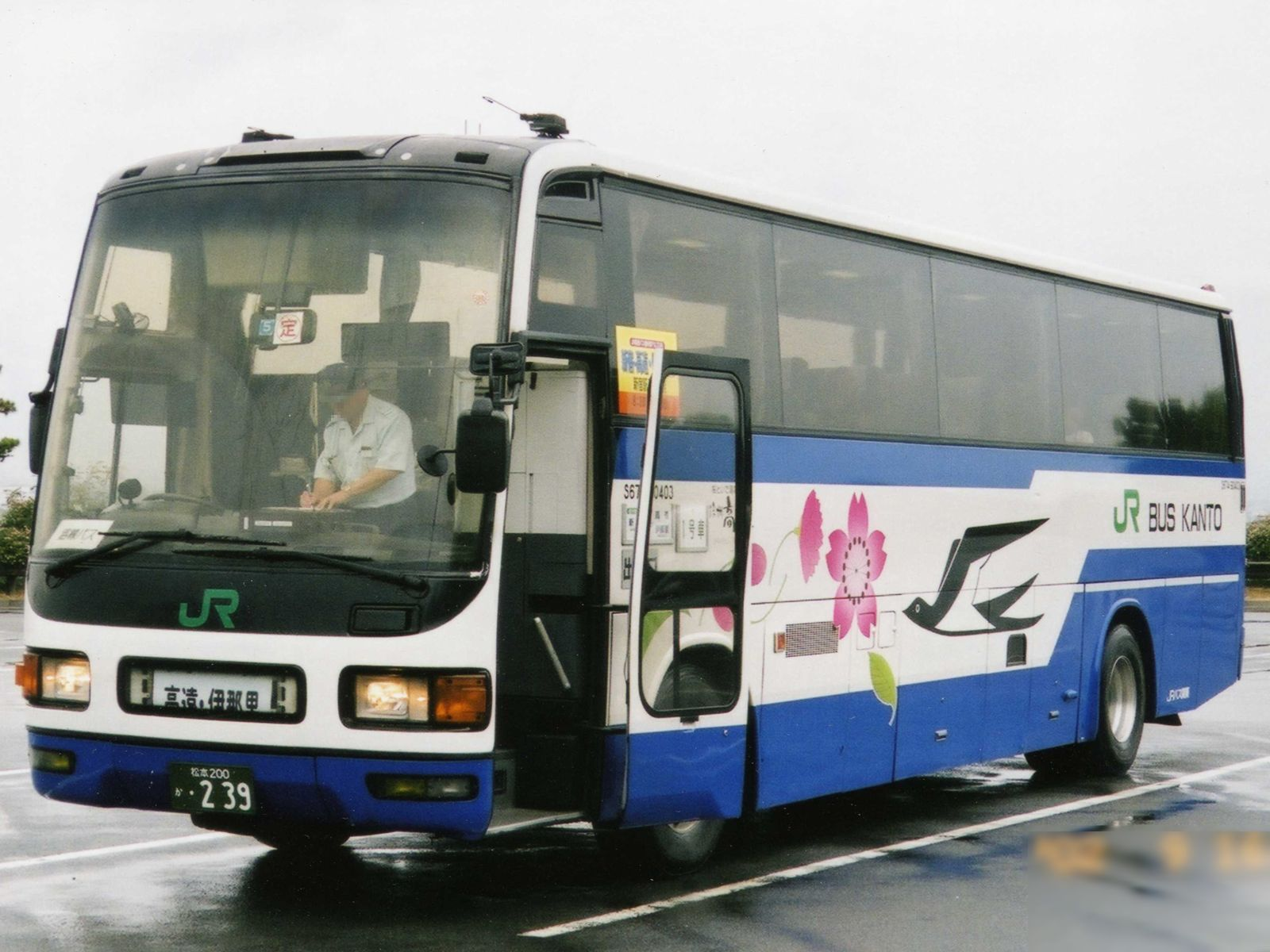
桜の模様が描かれた当支店所属の高速バス「南アルプス号」

以前は国鉄中部自動車局の管轄であったため、下諏訪や小諸とともにUDトラックス（旧:日産ディーゼル）の車両が主力であった。民営化以降は支店が車両導入を決められることもあり、引き続いて2005年度まで日産ディーゼル製が新車に採用されていた。中古車両の購入や支店間転属の場合は、日産ディーゼル製に固定されることなく他メーカーの車両も採用されている。
2018年1月の高遠線開業70周年を記念して、中央道支店所属車両のうち1台（L538-99206）は旧国鉄カラーとなり「復刻塗装バス」として高遠線で運行されていた。車両老朽化や修繕部品の生産終了等により、惜しまれながら2023年8月に引退した。
高遠の桜シーズンには他支店からの応援もあり、その際には松本ナンバーへ登録変更されることもある。特に新車が応援に回ってくるとは限らないものの、普段は当支店では見られない仕様の車両が配置・運用される光景は、国鉄バス時代の十和田方式を髣髴とさせる。最近では中古購入した車両を本支店の整備工場でリニューアルし、仕上がったものを同輸送で使用し、終了後に本来の配置先へ異動させたり、他支店の廃車直前の車両を調達して同輸送後に伊那で廃車するようなことも多かった。
2023年春に登山輸送などでの使用を見越した着席重視型で2人掛けシートの多い所謂”ワンロマ”タイプの一般路線車両を1両中古購入した。
長野原支店のイエローバス、西那須野支店のもみじバスに対して、中央道支店の高速バスは高遠城址公園のタカトオコヒガンザクラにちなみ、桜の模様が描かれていた。東京支店などから古参車が転属してくるパターンが多かったが、2003年には日産ディーゼル・スペースアローネオロイヤルC-Iの新車2台を購入している。
コミュニティバス各線には主に日野・ポンチョを使用している。伊那市市街地循環バス（イーナちゃんバス）についてはカルサン社製小型EVバス「e-JEST」も導入。伊那バスが使用していたポンチョも引き継いで使用しているが、2025年にイーナちゃんバスの塗装からJRバスカラーへ変更した。「ぐるっとタクシー」にはトヨタ・ヴォクシーや日産・リーフを使用している。
貸切車は諏訪支店から転属してきた三菱ふそう・エアロエースが2台配置されている。貸切運行のほか、しばしば高速バスの乗務員訓練にも使用され担当路線などを訓練走行している。2022年には館山支店よりオープントップバス「めいぷるスカイ」の三菱ふそう・エアロキングが期間配置され、高遠桜祭り期間中に高遠城址公園周辺で運行された。

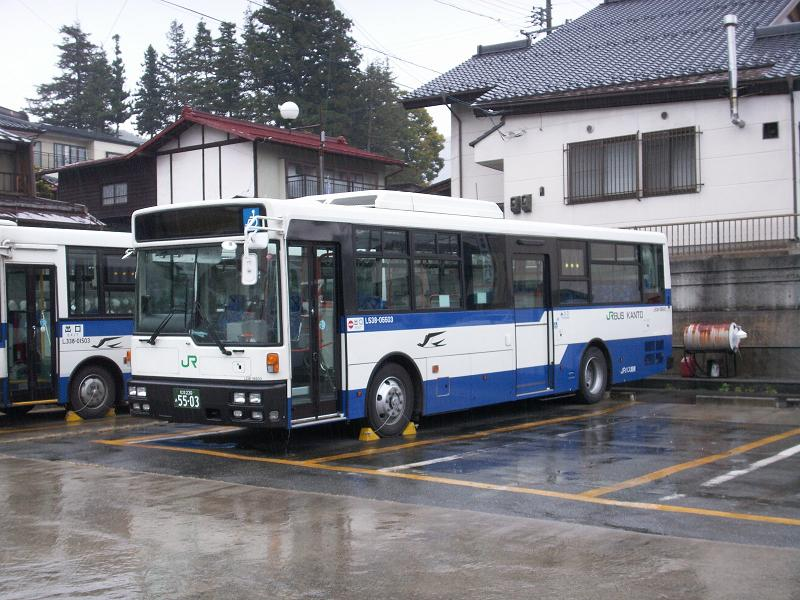
路線車 L538-05503 （2006年11月、高遠駅にて）
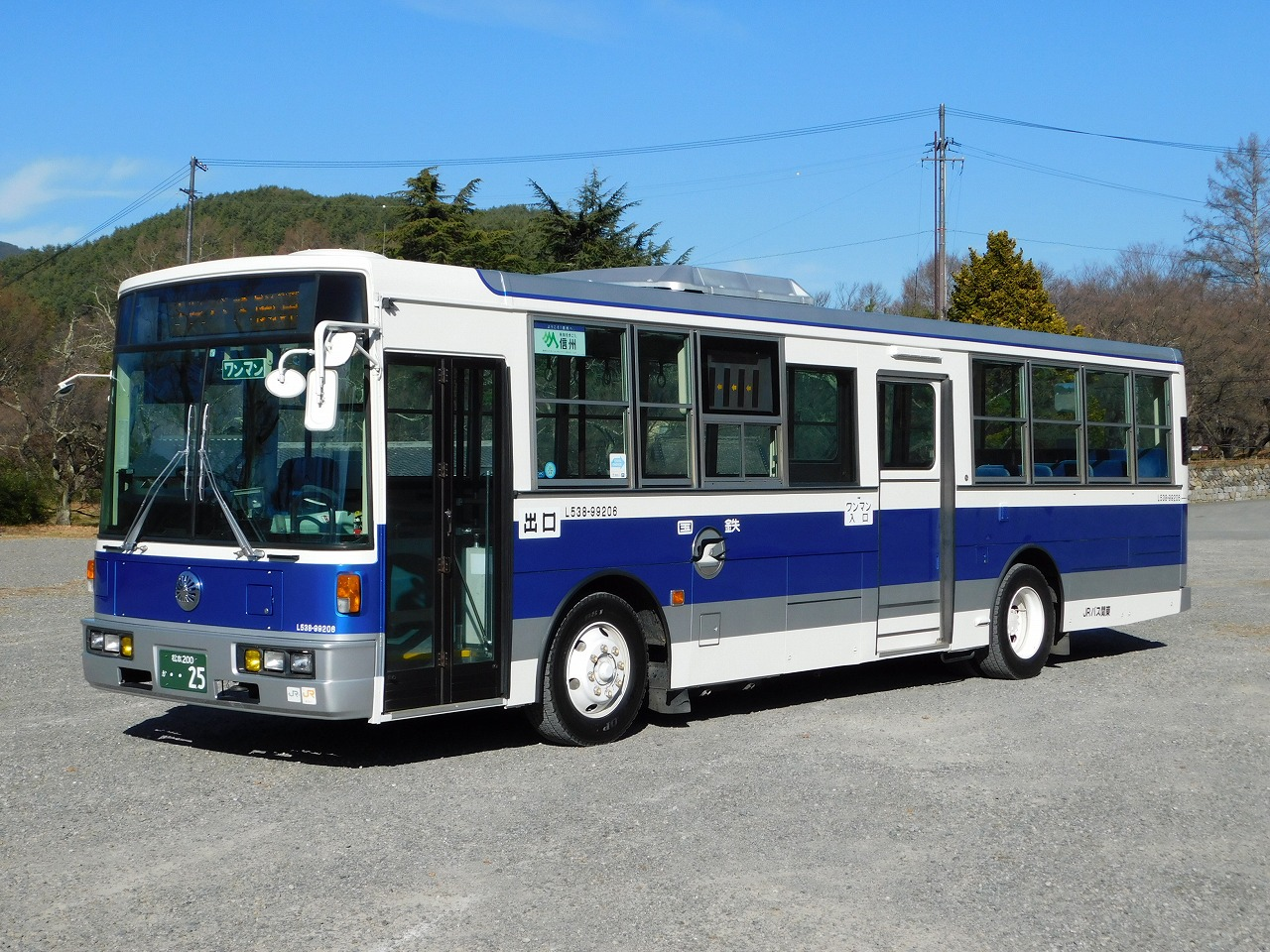
国鉄復刻塗装車 （2017年12月、高遠城址公園にて）
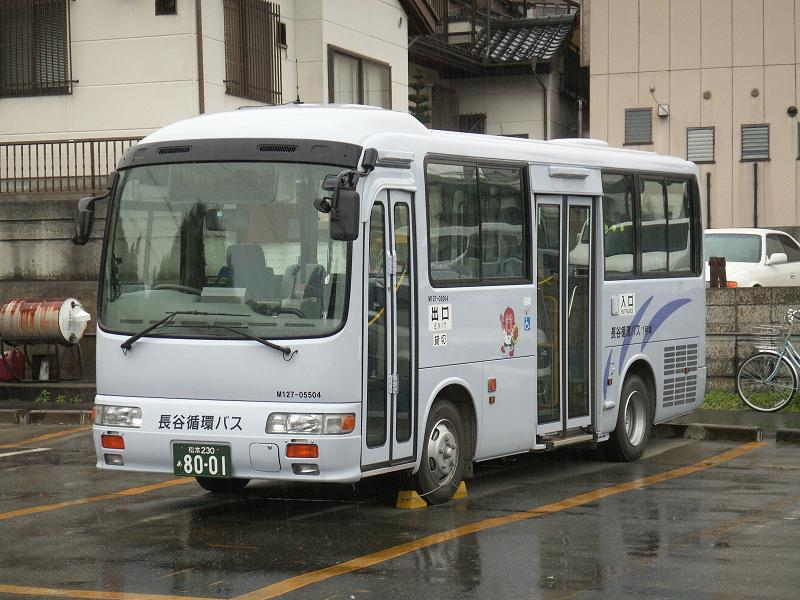
長谷循環バス専用車両 （2006年11月、高遠駅にて）

## 関連事業
- 支店内の敷地の一部を活用し、ファミリーレストラン「ガスト」の店舗オーナー（店舗建設を支店側で行い、すかいらーくに長期リースする形態）となっている。